# 납자루
납자루(학명: Tanakia lanceolata, 문화어: 납주레기)는 잉어목 잉어과 납자루속에 속하는 민물고기이다. 몸길이 5-9cm로 몸에는 무늬가 없고 등지느러미와 뒷지느러미 모두 옅은색을 띤다. 긴 산란관을 갖추어 민물조개 속에 산란하는 습성이 특징이다. 주로 평야의 호수나 늪, 물살이 약한 하천의 얕은 곳에 살며, 물풀이 무성한 곳을 특히 좋아한다. 큰 무리를 짓지 않으며, 산란기는 초봄부터 초여름까지로 산란기가 되면 수컷이 화려한 혼인색(산란기에 수컷이 종족 번식을 위해 혼인색을 띄는 물고기로는 납자루외에 황어와 연어가 있다.)을 띠며, 코와 눈 주위에 흰색 돌기물(추성)이 생긴다. 주로 물풀에 붙어 있는 작은 동물을 잡아먹고 산다. 한국·일본에 분포한다.

## 생태

### 생김새
몸길이 50∼90mm이며 드물게 130mm 이상인 것도 있다. 체고(몸의 가장 높은 곳으로 지느러미는 포함되지 않음)는 낮고 몸은 옆으로 납작하다. 머리의 외각이 밖으로 굽어져 있으며 주둥이는 둥글고 입수염은 1쌍이다. 암컷은 생식기에 긴 수란관(輸卵管)을 가지는데 이것이 나중에는 산란관으로 변한다.
측선(옆줄)은 완전하다. 등·뒷지느러미의 바깥 가장자리는 거의 직선형이다. 몸빛깔은 청갈색이고 등쪽이 어두운 색, 배쪽이 은백색이다. 옆 후반부 가운데는 가느다란 검은 세로줄이 있다. 등지느러미와 뒷지느러미는 연한 색이다. 수컷의 혼인색은 등쪽이 금속 광택이 나는 청록색, 배쪽이 분홍색이다.

### 사는 곳과 번식
물이 맑고 수초가 우거진 곳에 서식한다. 식성은 잡식성이다. 산란기는 4∼6월이다. 암컷이 긴 산란관을 물을 들여마시는 조개의 구멍에 꽂고 알을 낳으면, 수컷이 그 안에 정액을 부어넣는다. 알은 조개가 흡수한 신선한 물을 통해 산소를 공급받고 천적으로부터 보호도 받으면서 안전하게 자랄 수 있다. 조개의 몸에서 깨어난 치어는 조개가 물을 뿜어내는 관으로 물을 뿜어낼때 빠져나간다. 한국(대동강·낙동강)·일본·중국 등 아시아 대륙에서 중부 유럽까지 분포한다.

## 근연종
임실납자루와 묵납자루는 멸종위기종에 처해 있다.